# Pallavolo ai XIII Giochi centramericani e caraibici
La pallavolo ai XIII Giochi centramericani e caraibici si è disputata durante la XIII edizione dei Giochi centramericani e caraibici, che si è svolta a Medellín, in Colombia, nel 1978.

## Podi
| Evento                         | Oro  | Argento   | Bronzo          |
| Pallavolo maschile (dettagli)  | Cuba | Venezuela | Messico         |
| Pallavolo femminile (dettagli) | Cuba | Messico   | Rep. Dominicana |